# Felisa de Castro San Pedro
Felisa de Castro San Pedro   (Belver de los Montes, 1898 - Caracas, 1981) va ser una feminista, anarcosindicalista i membre fundadora del Grupo Social Femenino de Barcelona, integrat més tard a Mujeres Libres.

## Biografia
Filla de Grimaldo de Castro Ramos, agricultor, i de Flora San Pedro Bratos, va néixer a Belver de los Montes (Zamora). El seu segon llinatge apareix erròniament en molts documents com Sampedro. El 1934 residia a Barcelona i treballava amb el seu company sabater. La seva germana Apolonia de Castro i el seu company eren conserges del Sindicat de la Construcció. En un ambient molt polititzat, dominat pels homes, es reunien sovint a la seu del sindicat i als ateneus llibertaris.
Malgrat que la Segona República Espanyola havia dictat lleis molt progressistes per a les dones, en les reunions, llurs problemes quedaven minimitzats i fins i tot menystinguts pels companys. Per això, les germanes Felisa i Apolonia de Castro, Nicolasa Gutiérrez (Nic), Maria Cerdán, Maruja Boadas, Soledad Estorach, Elodia Pou i altres, van decidir crear, només per a elles, el Grupo Cultural Femenino, al qual es van adherir més tard Àurea Cuadrado, Pilar Grangel i Libertat Ródena.
Les primeres trobades es van fer en un local del carrer de la Riera Alta i tenien una funció social, cultural i educativa. Les dones rebien informació sobre llurs drets civils i laborals, cursos d'alfabetització, cultura general, capacitació professional i educació sexual. Es fomentava la solidaritat i, per torns, cuidaven els fills de les companyes, per proporcionar-los una certa llibertat i la possibilitat d'assistir a les reunions sindicals. Durant les vagues de 1934 a Saragossa, moltes militants catalanes es van oferir per acollir els fills dels vaguistes, creant forts vincles entre companyes d'ambdues regions.
El maig de 1936, la CNT va organitzar a Saragossa el IV Congrés, que va reunir 988 sindicats en representació de 559.294 afiliats. Van assistir-hi representants del Grupo Cultural Femenino i de l'agrupació de dones Anarcofeministes de Madrid que acabaven d'editar el primer número de la revista Mujeres Libres, fundada un mes abans per Lucia Sánchez Saornil, Amparo Poch Gascón i Mercè Comaposada Guillén. El segon número, es va editar a Barcelona i se'n van publicar tretze, fins al 1938.
L'endemà del cop d'estat del 18 de juliol de 1936, molts militants de la CNT, entre els quals Felisa i Apolonia de Castro, Soledad Estorach, Conxa Liaño Gil, Sara Berenguer i altres, van sortir al carrer per defensar la República. Algunes dones van marxar amb els milicians al Front d'Aragó, altres es van quedar a la rereguarda, ocupant els llocs de treball que havien deixat els combatents. En aquell context, el novembre de 1936, el Grupo Cultural Femenino va decidir fusionar-se definitivament amb l'agrupació madrilenya de Mujeres Libres i els va cedir el seu local de les Corts.
Durant la Guerra civil, Mujeres Libres va desenvolupar programes d'acolliment per a refugiats, escoles, asils, visites i assistència als soldats del front i atenció als ferits dels hospitals. Moltes dones, fossin o no d'algun partit, van col·laborar en organitzacions humanitàries com ara la Solidaritat Internacional Antifeixista, creada després dels Fets de maig de 1937 o l'Agrupació de Dones Antifeixistes i el Socors Roig Internacional, d'inspiració comunista.
Amb la desfeta del bàndol republicà, Felisa de Castro es va exiliar a França, on va coincidir amb Pilar Grangel, Pepita Carpena, Conxa Liaño Gil i altres. Va viure una temporada a Bordeus i el 1943 va emigrar a Veneçuela. Va morir a Caracas el 1981.